# Columbia 200 1967
Columbia 200 1967 var ett stockcarlopp ingående i Nascar Grand National Series (nuvarande Nascar Cup Series) som kördes 6 april 1967 på den 0,5 mile (804,672 m) långa ovalbanan Columbia Speedway i Cayce, en förort till Columbia i South Carolina. Totalt avverkades 100 miles (160,934 km) fördelat på 200 varv. Banunderlaget var dirt. Loppet vanns av Richard Petty i en Plymouth på tiden 1:31.40 körande för Petty Enterprises. Pettys snitthastighet uppgick till 65,455 mph. Han var vid målgång ensam förare på ledarvarvet, ett varv före tvåan Jim Paschal. Det var Pettys 108:e vinst av totalt 200 i karriären. Prispotten uppgick till 4 440 dollar, varav 1 100 dollar gick till segraren.

## Resultat
| Plc     | Nr | Förare          | Team/ bilägare           | Konstruktör | Start | Varv | Ledda varv |
| ------- | -- | --------------- | ------------------------ | ----------- | ----- | ---- | ---------- |
| 1       | 43 | Richard Petty   | Petty Enterprises        | Plymouth    | 2     | 200  | 169        |
| 2       | 14 | Jim Paschal     | Tom Friedkin             | Plymouth    | 3     | 199  | 31         |
| 3       | 29 | Dick Hutcherson | Bondy Long               | Ford        | 1     | 198  | 0          |
| 4       | 48 | James Hylton    | Bud Hartje               | Dodge       | 6     | 197  | 0          |
| 5       | 88 | Neil Castles    | Buck Baker Racing        | Oldsmobile  | 13    | 193  | 0          |
| 6       | 34 | Wendell Scott   | Scott Racing             | Ford        | 9     | 188  | 0          |
| 7       | 78 | Joel Davis      | Earl Ivey                | Chevrolet   | 12    | 187  | 0          |
| 8       | 64 | Elmo Langley    | Langley-Woodfield Racing | Ford        | 5     | 187  | 0          |
| 9       | 45 | Bill Seifert    | Seifert Racing           | Ford        | 15    | 186  | 0          |
| 10      | 97 | Henley Gray     | Gray Racing              | Ford        | 16    | 183  | 0          |
| 11      | 32 | Larry Miller    | Larry Miller             | Plymouth    | 14    | 178  | 0          |
| 12      | 76 | Tiny Lund       | Don Culpepper            | Ford        | 7     | 177  | 0          |
| 13      | 10 | Dick Johnson    | Champion Racing          | Ford        | 8     | 166  | 0          |
| 14      | 35 | Harold Stockton | Ken Carpenter            | Oldsmobile  | 17    | 156  | 0          |
| 15      | 58 | George Poulos   | George Poulos            | Plymouth    | 19    | 128  | 0          |
| 16      | 4  | John Sears      | DeWitt Racing            | Ford        | 4     | 100  | 0          |
| 17      | 20 | Clyde Lynn      | Negre Racing             | Ford        | 11    | 53   | 0          |
| 18      | 9  | Roy Tyner       | Truett Rodgers           | Chevrolet   | 18    | 50   | 0          |
| 19      | 2  | Bobby Allison   | J.D. Bracken             | Chevrolet   | 10    | 11   | 0          |
| Källor: |    |                 |                          |             |       |      |            |